# Philips Winterkoning
Philips Winterkoning (Ooltgensplaat, v.1542-1566) est un explorateur et marchand néerlandais.

## Biographie
Employé à Vardøhus (en) en Norvège, il est le premier à établir un commerce entre la Scandinavie et la Russie. Ayant fondé à Anvers une société commerciale (1563), il tente en 1566 une expédition à travers l'Arctique vers la Russie mais meurt durant le voyage. 